# Mecz lekkoatletyczny młodzieżowców Polska – Niemcy 2010
Mecz lekkoatletyczny młodzieżowców Polska - Niemcy 2010 – zawody lekkoatletyczne, które odbyły się na stadionie im. Zdzisława Krzyszkowiaka w Bydgoszczy w sobotę 12 czerwca 2010. W imprezie uczestniczyły reprezentacje Polski i Niemiec składające się z zawodników do lat 23. W niektórych konkurencjach wystąpili – poza konkursem – zawodnicy z innych państw. Mecz zakończył się zwycięstwem drużyny Niemiec 221 do 179.

## Rezultaty

### Mężczyźni
| Konkurencja:                  | 1. miejsce                                                    | Wynik      | 2. miejsce                                                        | Wynik      | 3. miejsce                | Wynik          |
| Bieg na 100 m                 | [ 1 ]                                                         |            | Felix Göltl                                                       | 10.68      | Olaf Paruzel Artur Zaczek | 10.73 10.73 SB |
| Bieg na 200 m                 | Robert Hering                                                 | 21.18 SB   | Grzegorz Roszkowski                                               | 21.44      | Jan Quade                 | 21.47 PB       |
| Bieg na 400 m                 | Eric Krüger                                                   | 46.39 SB   | [ 2 ]                                                             |            | Marcin Sobiech            | 46.49 PB       |
| Bieg na 800 m                 | Sebastian Keiner                                              | 1:48.23    | Sören Ludolph                                                     | 1:48.23 SB | Adam Czerwiński           | 1:48.39 PB     |
| Bieg na 1500 m                | Krzysztof Żebrowski                                           | 4:13,53    | Florian Orth                                                      | 4:13.64    | Daniel Gruber             | 4:13.83        |
| Bieg na 3000 m                | Arthur Lenz                                                   | 8:10.26 PB | Musa Roba-Kinkal                                                  | 8:13.44    | Krystian Zalewski         | 8:18.03 SB     |
| Bieg na 110 m przez płotki    | Erik Balnuweit                                                | 13.78      | Maciej Wojtkowski                                                 | 14.15 SB   | Berthold Daubner          | 14.29          |
| Bieg na 400 m przez płotki    | David Gollnow                                                 | 50.79      | Georg Fleischhauer                                                | 50.90      | Rafał Omelko              | 51.13          |
| Bieg na 3000 m z przeszkodami | Arkadiusz Ankiel                                              | 8:53.66    | Łukasz Oślizło                                                    | 8:53.68 SB | Daniel Götz               | 9:03.28        |
| Sztafeta 4 x 100 m            | Artur Zaczek Grzegorz Roszkowski Olaf Paruzel Paweł Dzikowski | 40,28      | [ 3 ]                                                             |            | [ 4 ]                     |                |
| Sztafeta 4 x 400 m            | Alexander Meisolle Eric Krüger Benjamin Jonas Clemens Hofer   | 3:08,12    | Błażej Wilamowski Marcin Sobiech Marcin Grynkiewicz Radosław Czyż | 3:08,33    | [ 5 ]                     |                |
| Skok w dal                    | Mario Kral                                                    | 7,68       | Krzysztof Uwijała                                                 | 7,60       | [ 6 ]                     |                |
| Trójskok                      | Michał Lewandowski                                            | 15.88      | Martin Seiler                                                     | 15.65      | Manuel Ziegler            | 15.29 SB       |
| Skok wzwyż                    | Oliver Bräutigam                                              | 2.20 PB    | Szymon Kiecana                                                    | 2.16 PB    | Maciej Lepiato            | 2.11 PB        |
| Skok o tyczce                 | Łukasz Michalski                                              | 5.65 SB    | [ 7 ]                                                             |            | Karsten Dilla             | 5.50 =PB       |
| Pchnięcie kulą                | Damian Kusiak                                                 | 18.83      | Hendrik Müller                                                    | 18.26      | Sylwester Zieliński       | 17.33          |
| Rzut dyskiem                  | Christoph Harting                                             | 59.01      | Przemysław Czajkowski                                             | 58.63      | Daniel Jasinski           | 58.22 PB       |
| Rzut młotem                   | Paweł Fajdek                                                  | 72,14      | Wojciech Nowicki                                                  | 69,50 PB   | Henrik Rittweg            | 66.87          |
| Rzut oszczepem                | Łukasz Grzeszczuk                                             | 75.62      | Maik Dolch                                                        | 71.53      | Robert Szpak              | 71.08          |

### Kobiety
| Konkurencja:                  | 1. miejsce                                                   | Wynik      | 2. miejsce                                                             | Wynik      | 3. miejsce                                                   | Wynik       |
| Bieg na 100 m                 | Carolyn Moll                                                 | 11.86      | [ 8 ]                                                                  |            | Martyna Świerczyk                                            | 12.10       |
| Bieg na 200 m                 | Anna Kiełbasińska                                            | 23.55 PB   | Sara Jäpel                                                             | 24.06      | [ 9 ]                                                        |             |
| Bieg na 400 m                 | Wiebke Ullmann                                               | 52.96 PB   | Agata Bednarek                                                         | 53.77      | Lena Schmidt                                                 | 54.26 SB    |
| Bieg na 800 m                 | Sabrina Buchrucker                                           | 2:12.69    | Ewa Jacniak                                                            | 2:13.05    | Monika Harasim                                               | 2:13.07     |
| Bieg na 1500 m                | Katarzyna Broniatowska                                       | 4:23.99    | Diana Sujew                                                            | 4:29.34    | Elina Sujew                                                  | 4:30.71     |
| Bieg na 3000 m                | Maren Kock                                                   | 9:31.95 SB | Christina Kröckert                                                     | 9:32.73 SB | Antonina Behnke                                              | 9:38.50 PB  |
| Bieg na 100 m przez płotki    | Cindy Roleder                                                | 13.47      | Antonia Werner                                                         | 13.56      | Zuzanna Leszczyńska                                          | 14.23       |
| Bieg na 400 m przez płotki    | Christiane Klopsch                                           | 57.00 PB   | Laura Hansen                                                           | 57.25 PB   | Tina Polak                                                   | 57.99       |
| Bieg na 3000 m z przeszkodami | Jana Sussmann                                                | 10:28.97   | Matylda Szlęzak                                                        | 10:37.53   | Sarah Cornelsen                                              | 10:48.54 SB |
| Sztafeta 4 x 100 m            | Jessica Wenzel Ruth Sophia Spelmeyer Carolyn Moll Sara Jäpel | 45,51      | Martyna Świerczyk Milena Pędziwiatr Paulina Klawiter Anna Kiełbasińska | 45,91      | [ 10 ]                                                       |             |
| Sztafeta 4 x 400 m            | Wiebke Ullmann Lena Schmidt Christine Klopsch Laura Hansen   | 3:37,33    | [ 11 ]                                                                 |            | Tina Polak Joanna Linkiewicz Marzena Kościelniak Ewa Jacniak | 3:39,87     |
| Skok w dal                    | Nadja Käther                                                 | 6.38       | Anna Jagaciak                                                          | 6.35       | Sosthene Taroum Moguenara                                    | 6.32        |
| Trójskok                      | Kristin Gierisch                                             | 13.80 SB   | Anna Jagaciak                                                          | 13.45      | Jenny Elbe                                                   | 13.31       |
| Skok wzwyż                    | Urszula Domel                                                | 1.82       | Martyna Nowak                                                          | 1.80 PB    | Marie-Laurence Jungfleisch                                   | 1.77        |
| Skok o tyczce                 | Lisa Ryzih                                                   | 4.30       | [ 12 ]                                                                 |            | Martina Schultze                                             | 4.00        |
| Pchnięcie kulą                | Sophie Kleeberg                                              | 16.29      | Christiane Ruess                                                       | 15.43      | Agnieszka Maluśkiewicz                                       | 15.14       |
| Rzut dyskiem                  | Julia Fischer                                                | 54.07      | Anna-Katharina Weller                                                  | 52.23 SB   | Dominika Jakuła                                              | 44.12       |
| Rzut młotem                   | Joanna Fiodorow                                              | 64.66 PB   | Carolin Paesler                                                        | 61.19      | Magdalena Szewa                                              | 59.34       |
| Rzut oszczepem                | [ 14 ]                                                       |            | Agnieszka Lewandowska                                                  | 51.31      | Sarah Nöh                                                    | 49.44       |